# Azul (luchtvaartmaatschappij)

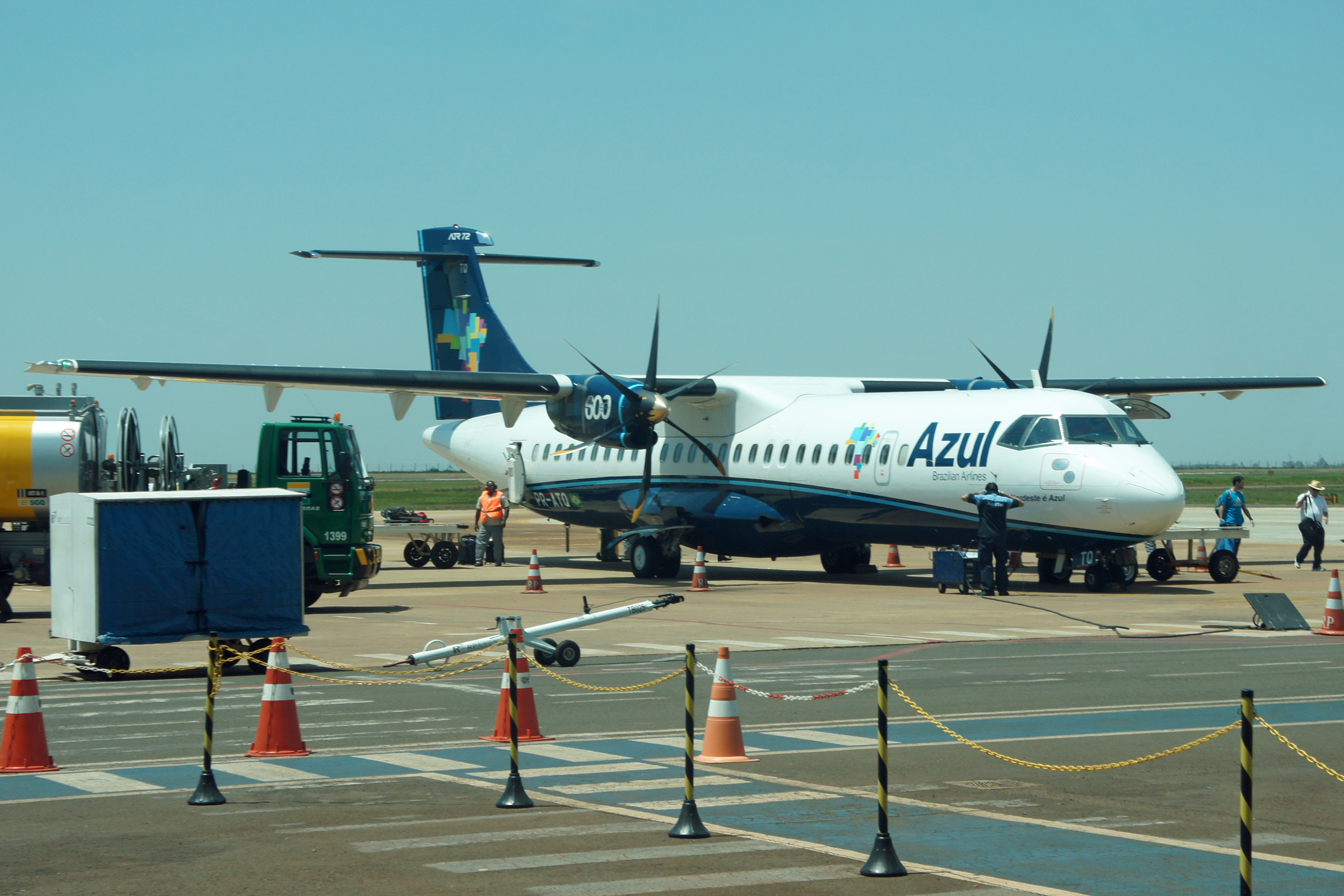
Een ATR 72-600 van Azul op Maringá Regional Airport, Brazilië

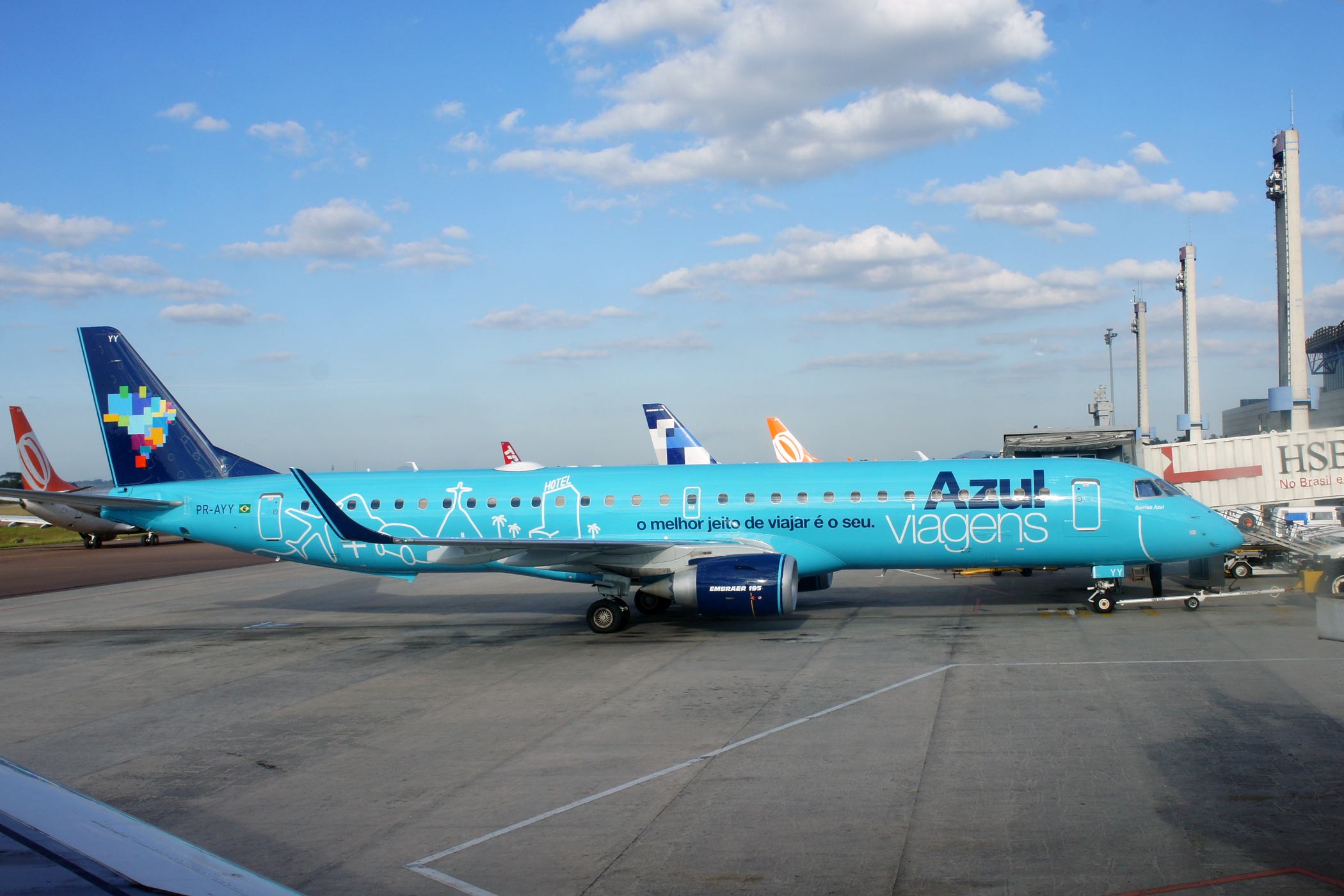
Azul's Embraer 195 met de kleurstelling van Azul Viagens, de touroperator van de maatschappij

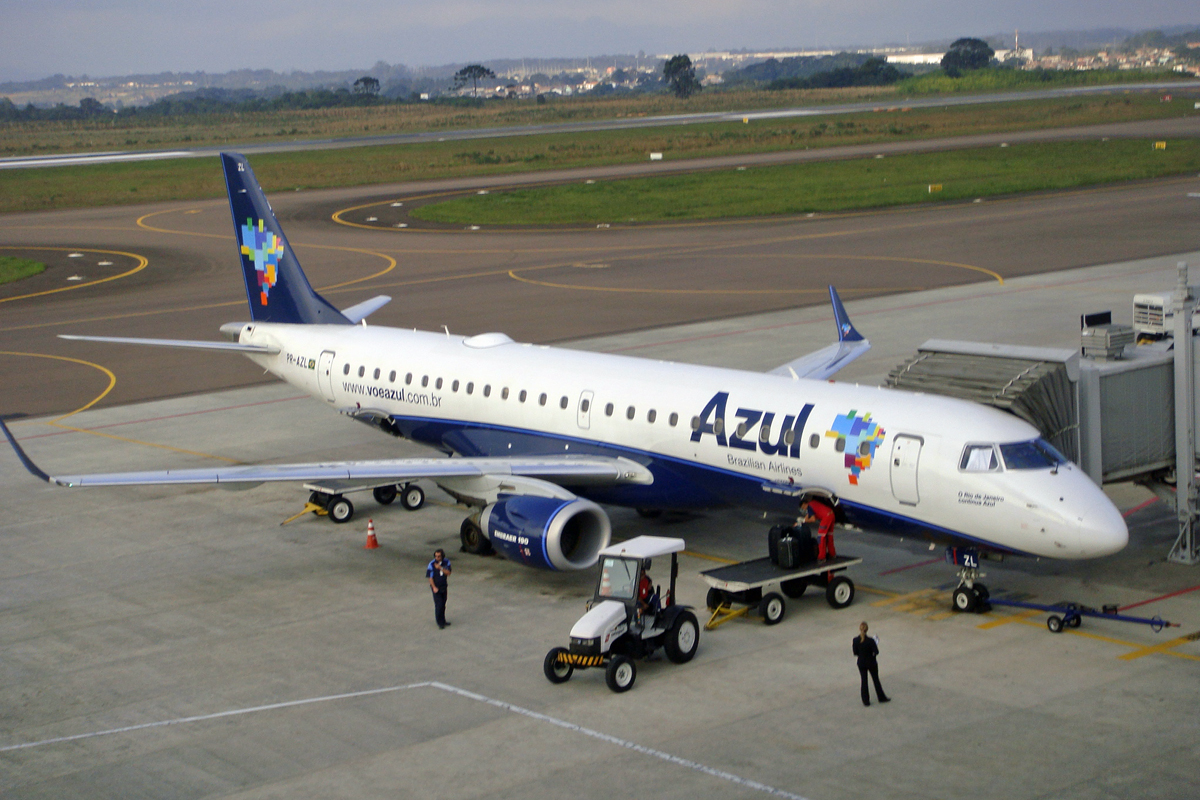
Azul's Embraer 190 op de luchthaven van Curitiba.

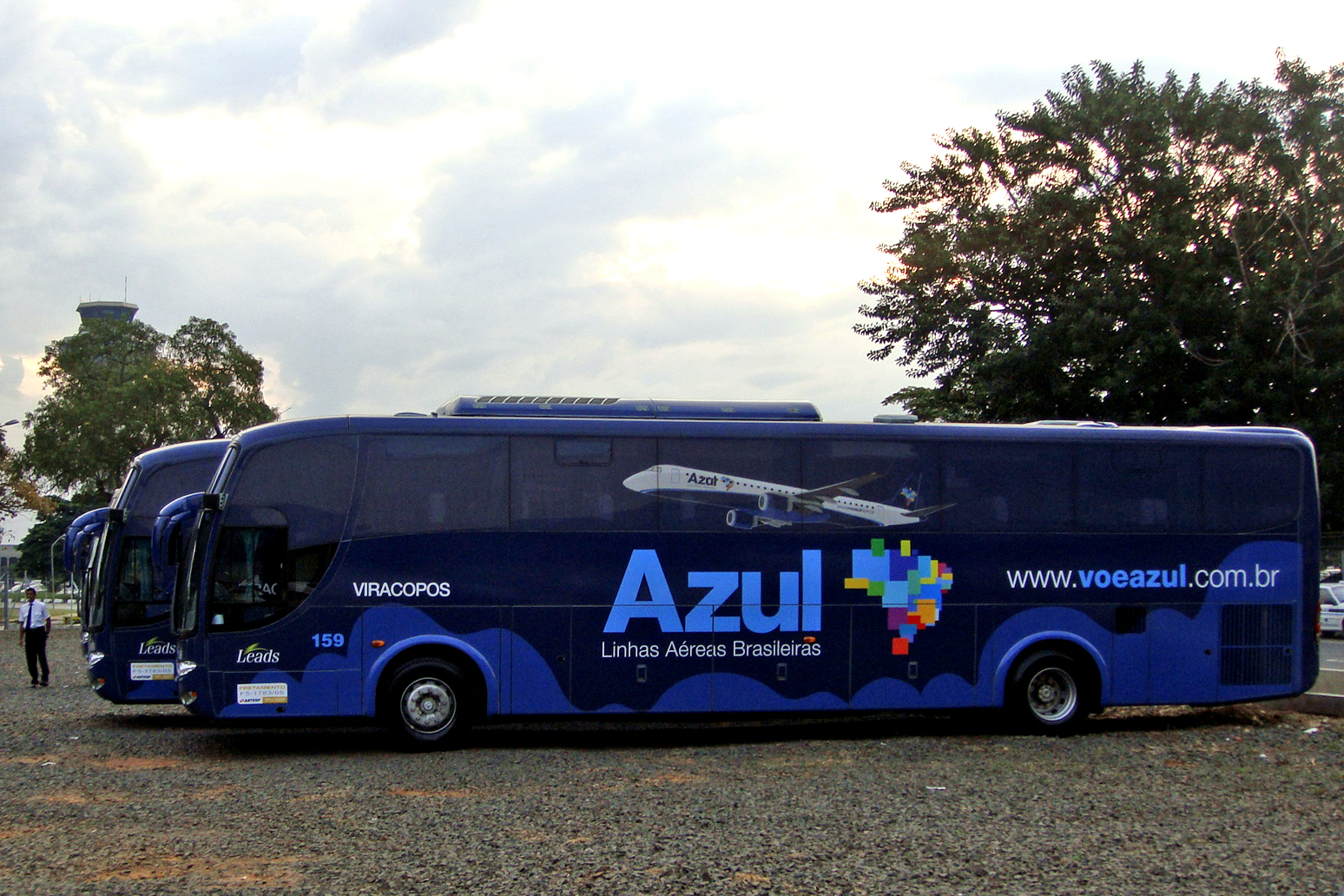
Een busvloot levert gratis transfers tussen bepaalde steden en vliegvelden.

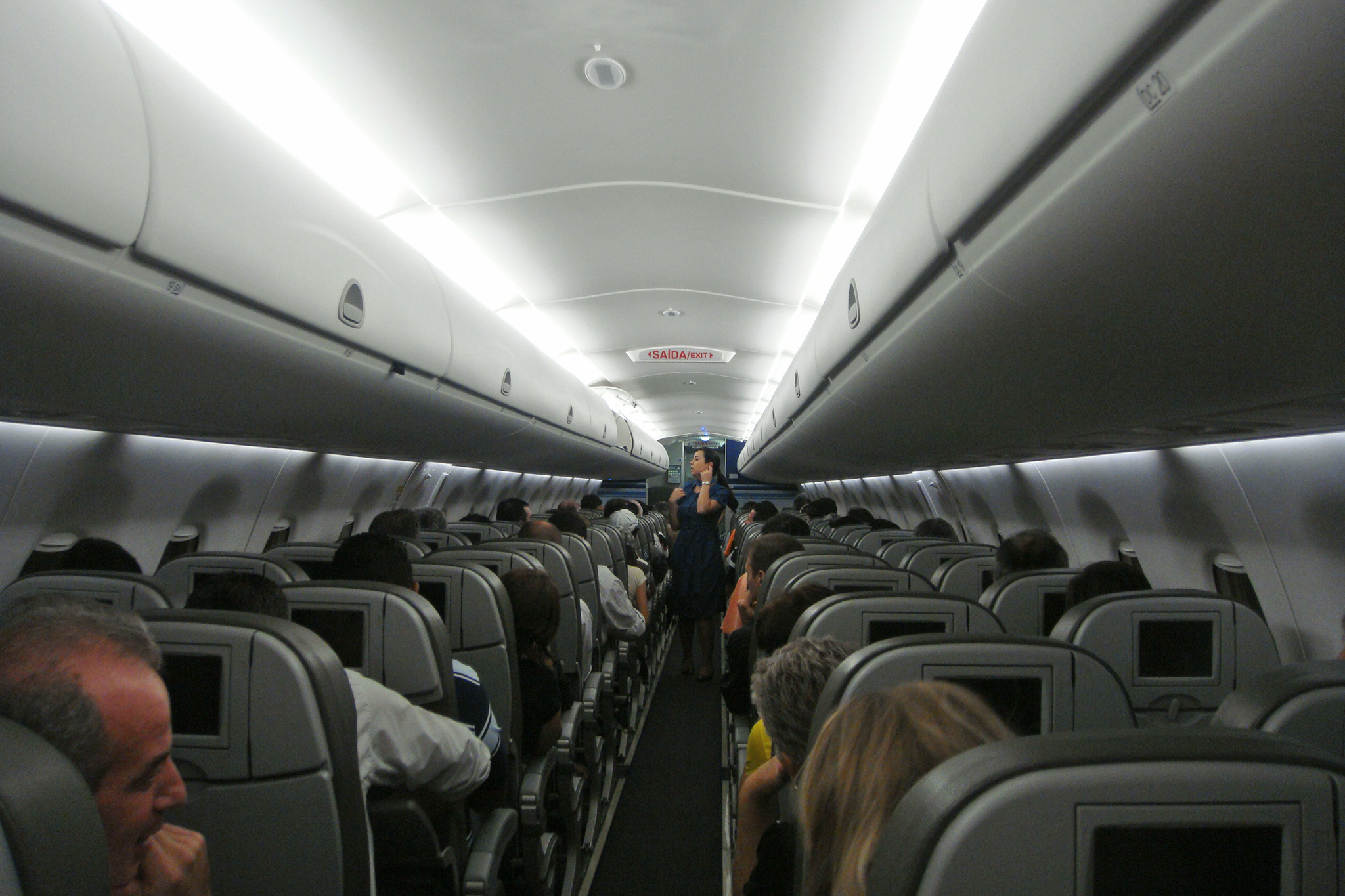
Cabine van een Azul Embraer 190.

Azul Linhas Aéreas Brasileiras S/A (Azul Brazilian Airlines; of gewoon Azul) is een Braziliaanse luchtvaartmaatschappij gevestigd in Barueri. Ze werd op 5 mei 2008 opgericht door de in Brazilië geboren David Neeleman. De maatschappij begon haar diensten op 15 december 2008 en heeft een vloot van 76 Embraer 195-vlliegtuigen besteld.
De maatschappij werd Azul ("Blauw" in het Portugees) na een wedstrijd in 2008, waar "Samba" een van de andere populaire namen was.

## Historie

### Beginjaren
WestJet en JetBlue Airways-oprichter David Neeleman begon in 2008 zijn derde luchtvaartmaatschappij: Azul Linhas Aéreas Brasileiras S.A.. De Braziliaanse binnenlandse vervoerder begon zijn diensten op 15 december 2008 tussen drie steden: Campinas, Salvador, en Porto Alegre. Azul begon haar diensten met drie Embraer 195 en twee Embraer 190 vliegtuigen. Drie verdere vliegtuigen werden toegevoegd in januari 2009 om directe vluchten van Campinas naar zowel Vitória als ook Curitiba uit te voeren.

### Fusie met Trip Linhas Aéreas (2012)
Op 28 mei 2012 maakte Azul de acquisitie van Trip Linhas Aéreas, de grootste regionale luchtvaartmaatschappij van Brazilië, bekend. Azul en Trip begonnen omvangrijke code-share operaties op 2 december 2012 en alle vluchten worden sindsdien onder de IATA code van Azul uitgevoerd. Op 6 maart 2013 gaven de Braziliaanse autoriteiten uiteindelijk toestemming voor de fusie, met enkele uitzonderingen op het gebied van code-share activiteiten met TAM Airlines en het slot-gebruik op Rio de Janeiro-Santos Dumont.
Volgens de Braziliaanse Luchtvaartautoriteit (ANAC) had Azul in maart 2013 17% van de binnenlandse markt in handen, in termen van gevlogen passagierkilometers.
In 2014 bediende Azul 104 bestemmingen met een vloot van 130 vliegtuigen. Het businessmodel van het bedrijf is om de vraag te stimuleren door frequente en betaalbare verbindingen te leveren naar onderbediende markten binnen Brazilië.

### Aanvraag bescherming schuldeisers
Op 28 mei 2025 vroeg Azul, de op twee na grootste luchtvaartmaatschappij van Brazilië, faillissementsbescherming aan bij een rechtbank in New York. Het bedrijf kampt met een schuldenlast van ruim US$ 5 miljard. Net als lokale luchtvaartrivalen GOL en LATAM, die de afgelopen jaren beide gebruik hebben gemaakt van de bescherming van Amerikaanse faillissementsrechtbanken, om de financiën te reorganiseren. De Amerikaanse luchtvaartmaatschappijen United Airlines en American Airlines zouden bereid nieuw kapitaal in de Azul te steken zodra het financieel herstructureringsproces succesvol is afgerond.

## Frequentflyerprogramma
TudoAzul is Azuls frequentflyerprogramma. Leden verzamelen punten naar ratio van de betaalde vluchtprijs in plaats van het aantal gevlogen mijlen.